# Hejnał Lublina

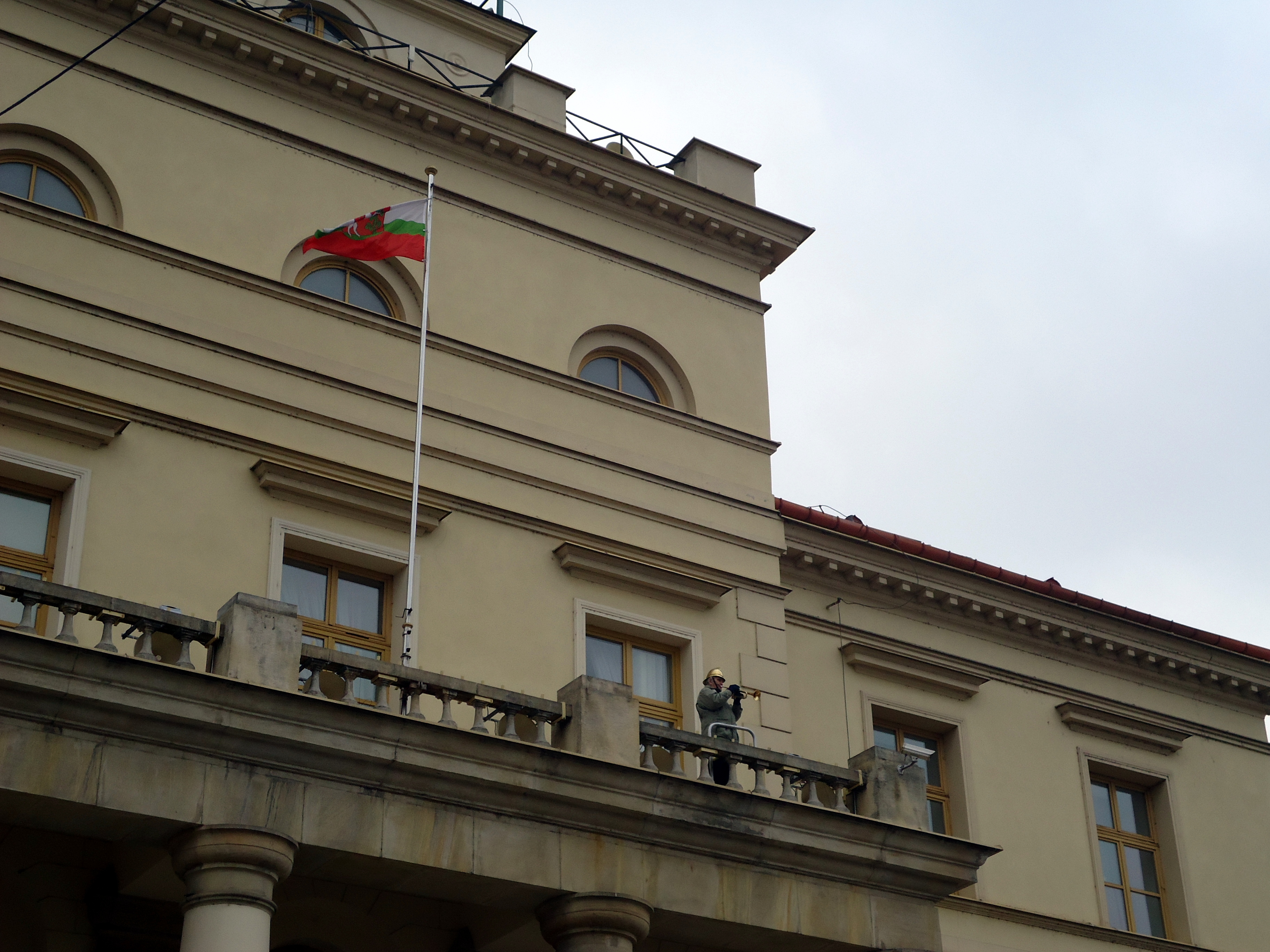
Hejnalista na tarasie Nowego Ratusza w Lublinie

Hejnał Miasta Lublina – hejnał w Lublinie wykonywany był od 2. połowy XVI wieku do końca XIX wieku, kiedy zrezygnowano z niego prawdopodobnie z braku funduszy. Początkowo grany był z wieży farnego kościoła św. Michała, następnie z balkonu Bramy Krakowskiej.
Ponownie hejnał rozbrzmiewał w Lublinie w latach 1915-1918. Grano go wówczas z balkonu Bramy Krakowskiej trzy razy dziennie. Rano hejnalista wykonywał utwór Kiedy ranne wstają zorze, w południe Boże coś Polskę, a wieczorem Wszystkie nasze dzienne sprawy.
W 1938 hejnał ponownie na krótko przywrócono. Melodia, którą wygrywał trębacz, odtworzona została na podstawie oryginalnego zapisu nutowego pochodzącego z 1685 roku, odkrytego przez prof. Jana Wrońskiego (muzyka Orkiestry Lubelskiej) w lubelskim archiwum. 
W czasie II wojny światowej wykonywanie hejnału zostało przez władze okupacyjne zabronione, a w latach powojennych grywany był jedynie sporadycznie. Ponownie przywrócony został 13 czerwca 1991 (grano go z balkonu Bramy Krakowskiej), a obecnie grany jest z tarasu Nowego Ratusza codziennie o 12:00. Wykonywany jest także przed posiedzeniami Rady Miasta, podczas wizyt delegacji zagranicznych i ważnych dla miasta uroczystości.
Od 1991 wykonawcą hejnału był trębacz Onufry Koszarny, który za swoją pracę odznaczony został w 2016 przez prezydenta miasta Medalem Unii Lubelskiej. Ostatni raz hejnał w jego wykonaniu można było usłyszeć w południe 21 stycznia 2016. Jego następcami zostali trębacze  Tadeusz Godzisz i Piotr Ścibak.